# Radiofjernstyring
Radiofjernstyring (radiostyring, RC, R/C (eng. Radio Control) eller lidt mindre korrekt fjernstyring) er anvendelsen af radiosignaler til at fjernstyre et andet apparat. Termen bliver ofte anvendt med reference til radiostyrede modeller fjernstyret af en håndholdt styreenhed; fjernstyringssenderen. Eksempler på radiostyrede modeller er f.eks. modelbiler, modelbåde og modelfly. Også industrielt, militært, og i videnskabelig forskning anvendes fjernstyrede fartøjer; f.eks. til satellitter og rumsonder. 

## Radiofjernstyring til modeller

### PPM radiofjernstyringssystem
De mest anvendte radiofjernstyringer til modeller anvender pulse position modulation (PPM), og styrer forskellige kontrolflader ved hjælp af servomekanismer. Disse fjernstyringsystemer gør proportionalstyring mulig, hvor modellens kontrolfladeposition bliver proportionalt styret af en bestemt kontrolpind på fjernstyringssenderen. PPM gør brug af pulsbreddemodulation (PWM).
I de almindeligste typer af systemer anvendt i dag, hvor PWM og PPM anvendes, styrer fjernstyringssenderen bredden (varigheden) af den givne kanals puls mellem 920 µs og 2120 µs, hvor 1520 µs svarer til halvvejs (neutral) position. Pulse indlejres i en ramme på mellem 14 og 20 millisekunder i længden og rammen med pulser fra hver kanal gentages så længe fjernstyringssenderen er tændt.

 
Proportional servoer er designet til at kunne modtage pulser fra netop en kanal og vil positionere sin rotorarm eller lineare arm proportionalt med pulsens bredde. En elektrisk motor og et reduktionsgear bliver anvendt internt til at dreje en variabel modstand og eksternt til at drive selve armen. Radiofjernstyringssystemer baseret på PWM/PPM gør det muligt at lave modtager og servoer små og lette og de har været kendt siden de tidlige 1970'erne.
I dag (2005) kan man få PPM modtagere med IPD (Intelligent Pulse Decoding) som gør modtageren i nogen udstrækning i stand til at kunne beregne om PPM signalet er godt. Er signalet inkonsistent undlader modtageren at bruge det og anvender i disse tilfælde de tidligere sendte data eller foruddefinerede værdier.

Man kan faktisk bygge sine egne "IPD" lignende PPM-kanal-rensere.

En sandsynligvis endnu bedre PPM modtager har DSR (Digital Signature Recognition), hvilket betyder at modtageren analyserer senderens signal lige efter modtagertænding, med henblik på dens "fingeraftryk". Når senere modtagne signaler sammenlignes med det lærte sender "fingeraftryk", betyder det at modtageren er mere robust overfor interferens end andre typer – selv på samme frekvens beskriver de. Det oplyses at PPM modtagere med DSR fungerer sammen med standard PPM fjernstyringssendere.

### Byg selv radiofjernstyringssystem med DSR-lignende funktion
Fra i hvert fald 1996 har Francis Thobois bygget sine egne radiofjernstyringssystemer. Den nyeste radiofjernstyringssender hedder Supertef 2005. Supertef 2005 har frekvenssyntese, DSR-lignende funktion og den kan af sikkerhedsgrunde bygges til at sende på to kanaler samtidigt. Modtageren skanner automatisk alle kanaler via den indbyggede frekvenssyntese og finder det rigtige signal ved at lede efter den DSR-lignende signatur. Modtageren sender almindelige standard proportional servo PWM pulser ud. Bemærk at det kræver en engangsgodkendelse fra P&T at anvende senderen i EU (og dermed Danmark).

Fjernstyringssenderens sendemodul kan bygges til at sende på 72, 41 eller 35 MHz radiofjernstyringsbåndene. Bemærk at 72 MHz båndet ikke må anvendes i Danmark.

### PCM radiofjernstyringssystem
I dag er det også muligt at få hobby-radiofjernstyringer, som anvender "Digital Proportional" styring (f.eks. JR/Graupner Z-PCM (512), JR/Graupner S-PCM (1024), Simprop PCM (System 90), Robbe Futaba PCM 1024). Det skal bemærkes at de nævnte PCM systemer er indbyrdes inkompatible.
 
PCM systemer overfører positioner i binære tal med checksummer. Med checksummer kan modtageren tjekke om de modtagne signaldata er konsistente. Hvis dataene ikke er korrekte er modtageren programmeret til at sætte udvalgte eller alle kanaler til en foruddefineret (standard)værdi.